# Sąd Parysa królowica Trojańskiego
Sąd Parysa królowica Trojańskiego – anonimowe tłumaczenie na język polski dramatu Jakuba Lochera Iudicium Paridis, wydane w 1542 w Krakowie przez Hieronima Wietora.
Dramat niemieckiego humanisty Jakuba Lochera powstał w 1502. W 1522 został wystawiony w Krakowie na zamku królewskim przez młodzież i dorosłych z Bursy Jerozolimskiej pod kierunkiem Stanisława z Łowicza. W tym samym roku ukazało się w Krakowie wydanie dramatu w łacińskim oryginale.
Dramat ma charakter moralitetu. Fabuła nawiązuje do mitologicznej historii Parysa, który miał rozstrzygnąć spór między Herą, Afrodytą i Ateną o to, która z nich jest najpiękniejsza. Jednak antyczne realia potraktowane są w dramacie swobodnie i mieszają się z ówczesną rzeczywistością (np. mowa jest o żakach, mnichach z klasztoru). Tak jak w oryginale wybór Parysa skojarzony został z wyborem między trzema modelami egzystencjalnymi: życiem medytacyjnym (personifikowanym przez Atenę), aktywnym (Junona) i lubieżnym (Wenera). Zgodnie z mitem i poetyką moralitetu Parys wybiera źle, za co zostaje ukarany. Jak przekonują ostatnie studia, polska wersja wystawiana była podczas karnawału, a Parys może być rozumiany jako tymczasowy król, który symbolizuje nastanie czasu nieokiełznanej zabawy i rozpusty. Jego zabicie przez Menelausa oznacza nastanie postu i powrót do zwyczajnych reguł życia społecznego. Na związek z karnawałem wskazują też wprowadzone do polskiego tłumaczenia intermedia (jedno stanowi parodię pojedynku rycerzy, drugie to typowa dla karnawału inwersja obyczajowa: staruchy zalecają się do młodzieńców). Tekst polskiego tłumaczenia pisany jest wierszem sylabicznym, zdaniowo-rymowym, typowym dla wersyfikacji średniowiecznej.